# Raoul Toscan
Charles Brun dit Raoul Toscan, né à Buenos-Aires le 30 septembre 1884 et mort à Nevers le 12 juillet 1946, est un homme de lettres, poète, romancier et critique d'art.

## Biographie
Sa mère était la sœur de l’architecte Charles Girault qui construisit le Petit Palais à Paris. 
En 1894, sa famille s’installe à La Charité-sur-Loire. Après des études à l’École des arts décoratifs, il se fixe à Nevers et se met à composer des poèmes, encouragé par Jehan Rictus qui restera son ami. Il fonde une revue éphémère, Le Coq (1907) et fait paraître Les Poèmes du clocher (1913) ornés de bois gravés de Fernand Chalandre. 
Après la Première Guerre mondiale, il enseigne le dessin au lycée français d’Alexandrie et poursuit ses voyages, visitant successivement la Palestine, la Grèce, l’Italie, l’Algérie et l’Espagne. De retour en France, il se lance dans le journalisme et finit par entrer en 1923 à la bibliothèque de Nevers, dont il sera conservateur jusqu’en 1945, réorganisant et développant le fonds nivernais. 
Fervent régionaliste, il fonde avec Henri Chomet La Revue du Centre et organise les Galas littéraires de Nevers. Il publie de nombreux ouvrages (recueils de poésie, chroniques, ouvrages d’histoire locale) et est lauréat de nombreux prix.

## Œuvres

### Poésie
- Les Poèmes du clocher (Nevers-Moulins, Cahiers du Centre, 1913)
- Le Berger - douze sonnets en marge de la Bible (Nevers, 1916)
- Le Boudoir aux récits
- Poèmes (Nevers, Éditions du Groupe d’émulation artistique du Nivernais, 1923)
- Les Pierres chaudes (Paris, Éditions de la Revue du Centre, 1937)

### Etudes artistiques et littéraires
- Jules Boisville, 1884-1923, l’homme et l’artiste (Nevers, Éditions de la Société académique du Nivernais, 1925)
- Le Nivernais et ses poètes vivants (Éditions de la Revue du Centre, Société des Amis du vieux Clamecy, 1928)
- En Nivernais : les poètes du dimanche (Nevers, Éditions du Groupe d’émulation artistique du Nivernais, août 1929)
- Le Nivernais et ses artistes vivants (Société des Amis du vieux Clamecy, 1930)
- Jean Gautherin, fils de paysan, statuaire d'impératrice (Nevers, Chassaing, 1941)
- Louis Charlot, peintre du Morvan (Nevers, Édition de "Paris-Centre", 1941)
- La Vie et l'œuvre de Maxim Léveillé (Nevers, Chassaing, 1941)
- Les Trois esprits du Nivernais (Nevers, Édition du Groupe d'émulation artistique du Nivernais, 1941)
- Un peintre nivernais, Rex Barrat (Nevers, Chassaing, 1942)

### Histoire locale
- La Charité-sur-Loire, ville d’histoire (La Charité, Thoreau, 1923)
- Un Nivernais dans le premier ballon monté, Giroud de Villette (Nevers, Édition de la Société Nivernaise, 1927)
- L'Extraordinaire et Tragique Aventure du marchand de complaintes Jean Gondrand, dit Papard, l'assassin de Saint-Amand-en-Puisaye, 1843-1845 (Nevers, Éditions de la Revue du Centre, 1928) BNF-Gallica
- La Merveilleuse histoire des Ducs de Nevers : Marie de Gonzague, princesse de Nevers et reine de Pologne (Paris, Éditions de la Revue du Centre, 1930)
- La Curieuse histoire de Nevers (Paris, Éditions de la Revue du Centre, 1934-1935)
- Les sept Merveilles du Berry (grande enquête-interview régionale) / Un quart d'heure avec Hector de Corlay (La Châtre, A. Bourg, 1935)
- L’épopée des mariniers de la Loire (La Charité, Delayance, 1938) [réédité en 1976 et 2007]
- Un Vauban de la route française, Pierre-Marie-Jérôme Trésaguet, nivernais, 1716-1796 (Imprimerie de la Nièvre, 1938)

### Romans
- Doodette, petite fleur du Nil - roman de voyage (Moulins, Crépin-Leblond, 1939) BNF-Gallica
- À l’Hôtel du Lion d’or - petit roman de jeunesse et d'histoire (époque 1900) dans le cadre de Vézelay (Nevers, Chassaing, 1942), réédité en 2025 par les Éditions du Poisson d'Or[2].
- La Maison de Maman Rose - roman (Paris, René Debresse, 1951)

### Essai
- La Terre va-t-elle mourir ? (Paris, Éditions de la Revue du Centre, 1931)